# صید جانبی

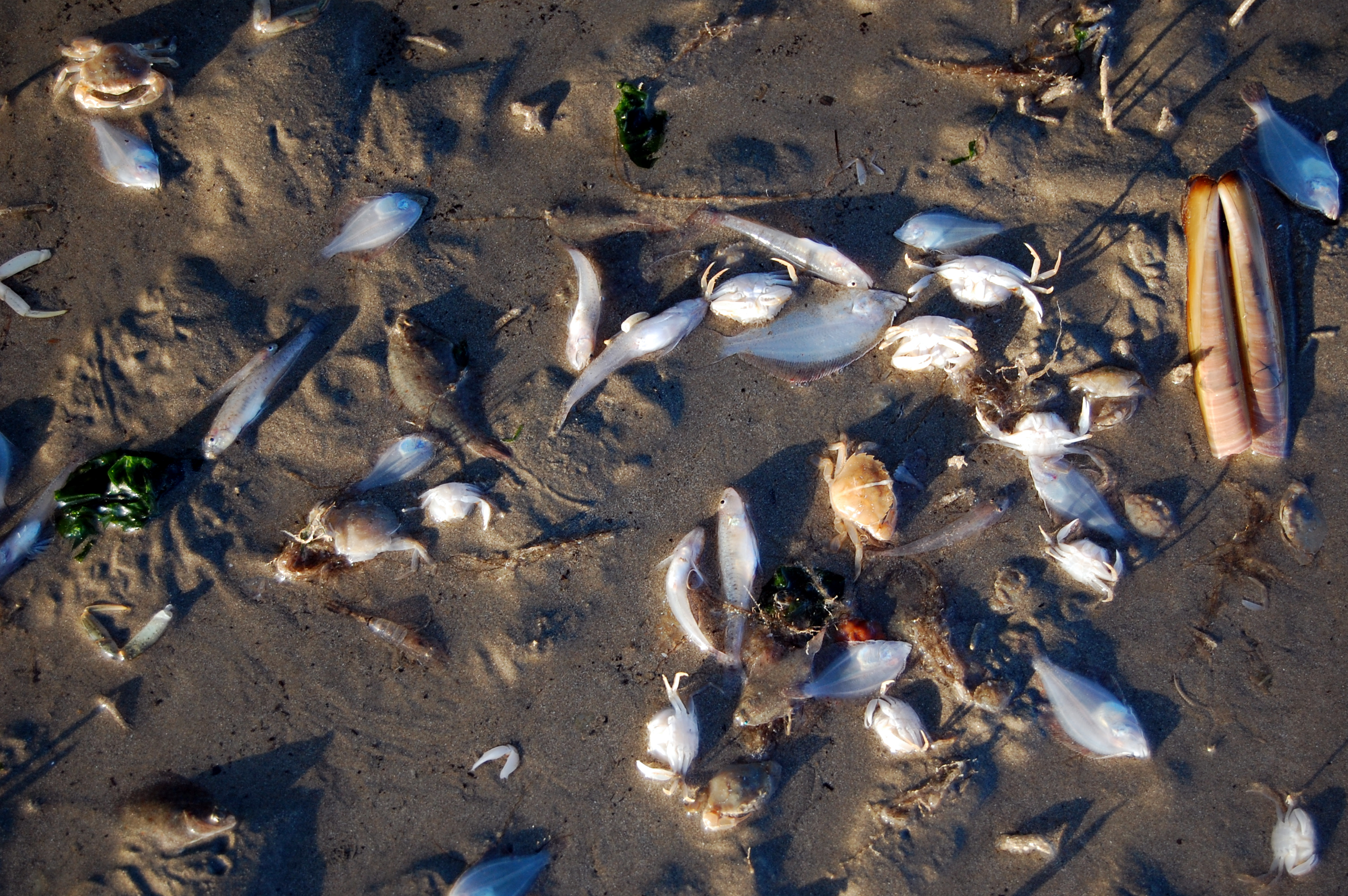
صید جانبی میگو

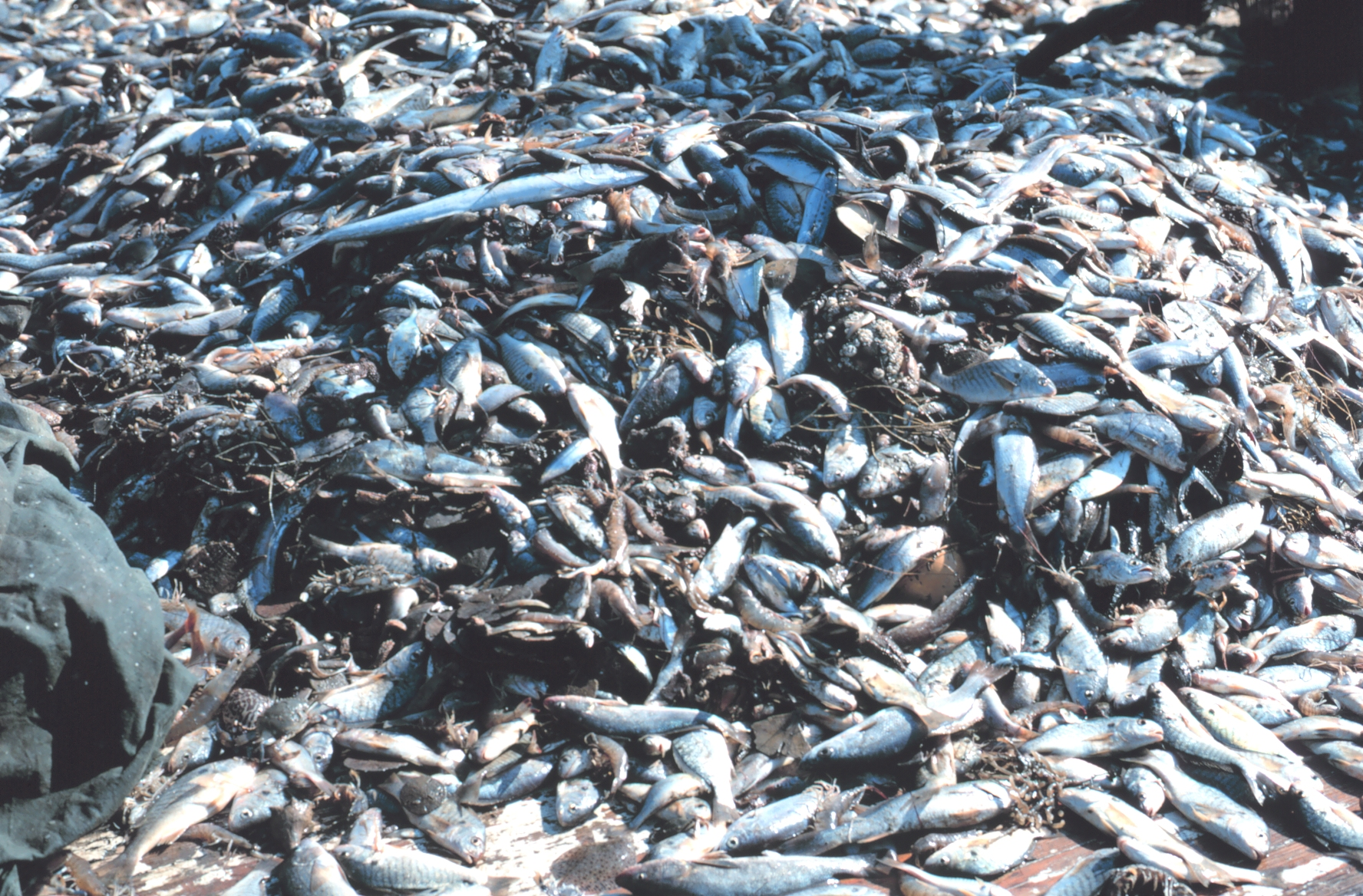
صید جانبی میگو

صید جانبی (به انگلیسی: Bycatch)، در صنعت ماهیگیری، ماهی یا دیگر گونه‌های دریایی است که به‌طور ناخواسته هنگام صید گونه‌ها یا اندازه‌های خاصی از حیات وحش صید می‌شود. صید جانبی یا گونه نامناسب، جنس نامناسب است، یا کوچک‌تر یا بچه‌های گونه مورد نظر است. اصطلاح «صید جانبی» نیز گاهی برای صید غیرهدفمند در شکل‌های دیگر برداشت یا جمع‌آوری جانوران به کار می‌رود. گونه‌های غیردریایی (ماهیان آب شیرین، نه ماهیان آب شور) که (اعم از عمد یا غیرعمد) صید می‌شوند، اما عموماً «نامطلوب» در نظر گرفته می‌شوند، به‌عنوان «ماهی زبر» (عمدتاً ایالات متحده) و «ماهی درشت» (عمدتاً انگلستان) نامیده می‌شوند.
متوسط نرخ صید جانبی سالانه فک‌ها و آب‌بازسانان در ایالات متحده از سال ۱۹۹۰ تا ۱۹۹۹، ۶۲۱۵ جانور با خطای استاندارد ۴۴۸ برآورد شده‌است
مشکلات صید جانبی از "مرگ و میر دلفین‌ها در تورهای ماهی تن در دهه ۱۹۶۰" سرچشمه می‌گیرد.

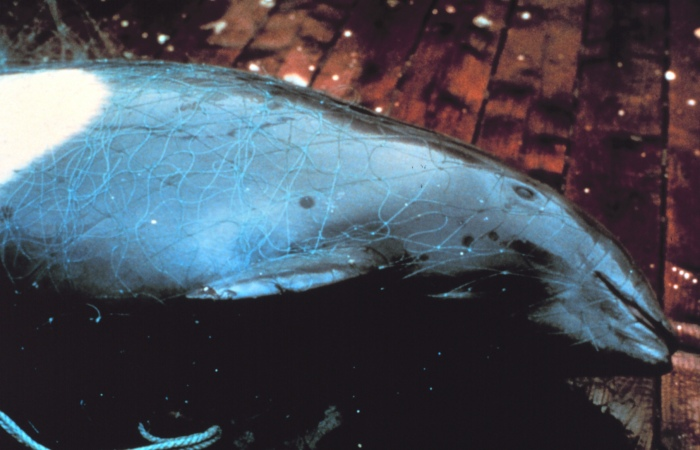
گرازماهی پهلوسفید در تور ماهیگیری گرفتار شده‌است

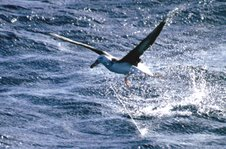
آلباتروس ابروسیاه که روی یک لانگ لاین قلاب شده‌است